# Морозовское сельское поселение (Кировская область)
Морозовское сельское поселение — муниципальное образование в составе Котельничского района Кировской области России.
Административный центр — село Боровка.

## История
Морозовское сельское поселение образовано 1 января 2006 года согласно Закону Кировской области от 07.12.2004 № 284-ЗО.

## Население
| 2010 | 2012 | 2013 | 2014 | 2015 | 2016 | 2017 |
| ---- | ---- | ---- | ---- | ---- | ---- | ---- |
| 816  | ↘802 | ↘790 | ↘769 | ↘733 | ↘716 | ↘671 |
| 2018 | 2019 | 2020 | 2021 |      |      |      |
| ↘653 | ↘617 | ↘583 | ↘494 |      |      |      |

## Населенные пункты
На территории поселения находится 11 населённых пунктов (население, 2010):
| - село Боровка — 565 чел.; - посёлок Разлив — 165 чел.; - деревня Бобровы — 2 чел.; - деревня Глушковы — 11 чел.; - деревня Мамаи — 8 чел.; - деревня Михалицыны — 0 чел.; | - деревня Морозовы — 59 чел.; - деревня Поздяки — 0 чел.; - деревня Рогожники — 2 чел.; - деревня Смирновы — 4 чел.; - деревня Хазовы — 0 чел. |